# 恋する!?キャバ嬢
『恋する!?キャバ嬢』（こいするキャバじょう）は、2006年1月8日から同年3月26日まで毎週日曜 26:00～26:30にテレビ東京（関東ローカル）で放送されていた深夜ドラマ。同局の放送終了後も系列局にて遅れネットで放送されている（ネット局の項を参照のこと）。

## あらすじ
大学生の順平と満里子は、ケンカばかりのカップル。言い争いのあげく?二人は3ヶ月という期限付きで、「別れて、互いに別の相手と恋愛をする。でも、やっぱり互いのことが好きだ、別れられない！そう思ったら、3ヶ月後の同じ日、この場所で再会し、結婚への道を歩む」。3ヶ月後、満里子と順平の出した結論とは…?

## キャスト
- 桃乃杏奈（森山満里子）･･･長谷部優
- 美神星羅･･･長澤奈央
- 伊藤ゆな･･･山本早織
- 東条一輝･･･堀江慶
- 桜咲萌香･･･原田まり
- 大ノ国舞美･･･藤川京子
- 七瀬由美香･･･赤松恵
- 羽鳥ひな･･･田澤麻衣
- 遠山遥･･･青山玲子
- 月島誠･･･荻野貴匡
- 長山浩二･･･豪起
- 湯山勝彦･･･諏訪太朗
- 星羅の金持ち客･･･中務一友
- 常連客・高橋･･･高杉心悟
- 水島順平･･･鈴木淳評
- 叶樹里･･･鈴木早智子

### ゲストキャスト
第1話
- 武井喜昭･･･小林三四郎

第2話
- 栗原保･･･宮城健太郎
- クリボーヤのカメラマン･･･長塚道太
- クリボーヤのライトマン･･･松本孝一
- ホテルマン･･･松永直也

第3話
- テツ･･･玉木洋平
- 杉原亜希子･･･白崎貴子
- ロックバンドB･･･三木雄平
- ロックバンドDs･･･川端修平
- 課長･･･長門薫
- 係長･･･坂本裕一郎
- 三枝葉一･･･ぜんじろう

第4話
- 香川禅珍･･･藤平涼二
- 香川真知子･･･三坂知絵子
- 産婆･･･青柳加代子

第5話
- お笑いレスラー1･･･焙煎TAGAI
- お笑いレスラー2･･･倉富益二郎
- お笑いレスラー3･･･ダーティー仮面
- メガネの客･･･中井清一
- 金髪オヤジの客･･･y☆-suke M
- リーマンの客･･･神門駿
- 東条正輝･･･松川真之介

第6話
- まりん･･･松田理奈
- 前田勤･･･飯田基祐

第7話
- 萌香の酔っ払い客･･･矢部太郎（カラテカ）
- プロレス好きの客・安藤･･･久保和明
- リーマン客・井上･･･藤田浩
- 中国人客･･･リ・コウジ
- 涼子の声･･･赤松唯
- キューズの客･･･溝口秀治
- 海老原志郎･･･並樹史朗

第8話
- 飯島慶介･･･ERIKU

第9話
- 桜木俊之･･･河合龍之介
- 解説者の声･･･有働剛

第10話
- ヤンエグ・新田･･･中村英児
- 金持ち客・田中･･･中村文平
- リーマン客･･･むかい誠一
- 若サラ客･･･柘植亮二
- 気弱な客･･･笠原新介
- メガネの客･･･川又シュウキ
- 体育系の客･･･岩谷文雄
- 吉川裕樹･･･唐橋充

第11話
- ラビット澤田･･･黒田耕平
- プロ野球選手・新井･･･千葉尚之
- 酔っ払い客･･･大野慶太
- サッカー選手・野々村･･･印南俊佑

## 主題歌
- オープニングテーマ「ハムスター」（歌: YUME）
- エンディングテーマ「遠い星」（歌: YUME）

## ネット局
| 放送対象地域   | 放送局                     | 放送期間                    | 放送曜日及び放送時間    | 放送日の遅れ |
| -------------- | -------------------------- | --------------------------- | ----------------------- | ------------ |
| 関東広域圏     | テレビ東京（TX）【制作局】 | 2006年1月8日～同年3月26日   | 日曜 26時00分～26時30分 | ---          |
| 北海道         | テレビ北海道（TVh）        | 2006年5月4日～同年7月20日   | 木曜 25時30分～26時00分 | 116日遅れ    |
| 岡山県・香川県 | 瀬戸内海放送（KSB）        | 2008年1月7日～同年3月24日   | 月曜 25時40分～26時10分 | 729日遅れ    |
| 愛媛県         | あいテレビ（ITV）          | 2008年1月9日～同年3月26日   | 水曜 24時55分～25時25分 | 731日遅れ    |
| 福岡県         | TVQ九州放送（TVQ）         | 2008年1月14日～同年4月14日  | 月曜 25時23分～25時53分 | 736日遅れ    |
| 大阪府         | テレビ大阪（TVO）          | 2008年4月7日～同年6月23日   | 月曜 25時10分～25時40分 | 820日遅れ    |
| 長野県         | 長野朝日放送（abn）        | 2010年8月13日～同年11月19日 | 金曜 25時50分～26時20分 | 1678日遅れ   |

基本的にはテレビ東京系列で放送されているが、岡山県・香川県においては同系列のテレビせとうち（TSC）ではなくテレビ朝日系列の瀬戸内海放送がネットしている。また、2008年4月9日から6月25日までテレビ北海道で再放送（水曜 25時50分～26時20分）が行われた。

## スタッフ
- エグゼクティブ・プロデューサー - 岩田昌之
- 企画プロデューサー - 花村佳代子
- プロデューサー - 大橋孝史
- ラインプロデューサー - 赤間俊秀
- アシスタント・プロデューサー - 川島正規
- 制作協力 - オフィスレグルス
- 制作プロダクション - トルネード・フィルム
- 企画・製作 - フォーサイド・ドット・コム
- 脚本監修 - 我妻正義
- 脚本 - 森田剛行
- 監督 - 草野陽花　東條政利

## 放送日・サブタイトル・川柳
| 各話   | 放送日        | サブタイトル            | 川柳                                     |
| ------ | ------------- | ----------------------- | ---------------------------------------- |
| 第1話  | 2006年1月8日  | オンナの才能!?          | 何事も 前入金は 大切だ                   |
| 第2話  | 2006年1月15日 | セクシーフィンガー!     | 慌てない 相手の素性 確認してね           |
| 第3話  | 2006年1月22日 | キャバ嬢はツライよ!     | アーティスト メジャーデビューで 金をもつ |
| 第4話  | 2006年1月29日 | 仏のストーカー!         | まず確認 奥さんいる人 いない人           |
| 第5話  | 2006年2月5日  | 店外デートに連れてって  | いい夢を 見せてくれるの 子供だけ?        |
| 第6話  | 2006年2月12日 | 女の戦い                | お金持ち ずっとそうだと 思っちゃダメよ   |
| 第7話  | 2006年2月19日 | 恋した!?男の美学        | キャバクラに ハードボイルド いるわけねー |
| 第8話  | 2006年2月26日 | キャバ嬢は銀座を目指す! | 親の金 所詮は本人 金はない               |
| 第9話  | 2006年3月5日  | 女を賭けろ!             | 着飾った 女の武器より 素朴な思い出       |
| 第10話 | 2006年3月12日 | 禁断の愛を越えて        | 六本木 夢見る男を 見つめる街             |
| 第11話 | 2006年3月19日 | 燃えるキャバ魂!         | キャバクラは 男と女の タイトルマッチ     |
| 第12話 | 2006年3月26日 | 杏奈にサヨナラ……!?      | どこまでも 夢に向かって 恋するキャバ嬢   |

川柳は、各話の最後に桃乃杏奈が読み上げるもので題して今回の杏奈の川柳。桃乃杏奈が出演しない話に関しては他のキャストが代弁しており、美神星羅の場合は題して星羅の川柳（第10話）、伊藤ゆなの場合は題してゆなの川柳（第11話）となる。

## 関連商品
- 恋する!?キャバ嬢 DVD-BOX（2006年6月23日、フォーサイド・ドット・コム）

| テレビ東京 日曜26:00～26:30             | テレビ東京 日曜26:00～26:30               | テレビ東京 日曜26:00～26:30                 |
| 前番組                                  | 番組名                                    | 次番組                                      |
| --------------------------------------- | ----------------------------------------- | ------------------------------------------- |
| スターライト （2005.10.2 - 2005.12.25） | 恋する!?キャバ嬢 （2006.1.8 - 2006.3.26） | 今夜もドル箱!!R （2006.4.2 - 2006.9.24）    |
| テレビ北海道 木曜25:30～26:00           |                                           |                                             |
| Se-女! （2006.4.6 - 2006.4.27）         | 恋する!?キャバ嬢 （2006.5.4 - 2006.7.20） | エンジョイガレッジ （2006.8.3 - 2006.9.28） |